# كأس شي بيليفز 2021
كأس شي بيليفز 2021 (بالإنجليزية: SheBelieves Cup 2021) هي النسخة السادسة من بطولة كأس شي بيليفز الودية منذ انطلاقها عام 2016، وهي بطولة كرة قدم نسائية تشارك فيها المنتخبات المتنافسة بدعوة خاصة، تُقام في الولايات المتحدة. شاركت في البطولة منتخب من كندا والبرازيل والأرجنتين والولايات المتحدة البلد المضيفة، وانطلقت في 18 فبراير/شباط وانتهت في 24 فبراير/شباط 2021. حلت الأرجنتين محل اليابان بعد انسحابها بسبب جائحة كوفيد-19.  بسبب جائحة كوفيد-19، تم تحديد الحضور في المباريات. دافعت الولايات المتحدة بنجاح عن لقبها، محرزةً لقبها الرابع.

## النظام
لعبت الفرق الأربعة المدعوة في بطولة بنظام الدوري من دور واحد. وُضعت النقاط في دور المجموعات وفقًا لمعادلة ثلاث نقاط للفوز، ونقطة واحدة للتعادل، وصفر نقطة للخسارة. في حال تعادل فريقين في النقاط، تُطبق قواعد كسر التعادل بناءً على فارق الأهداف، والأهداف المسجلة، ونتيجة المواجهات المباشرة، ونسبة اللعب النظيف بناءً على عدد البطاقات الصفراء والحمراء.

## الملاعب
| أورلاندو، فلوريدا                |
| -------------------------------- |
| ملعب إكسبلوريا                   |
| السعة: 25,500*                   |
|                                  |
| أورلاندوكأس شي بيليفز 2021 (USA) |

## الفرق
| الفريق           | تصنيف الفيفا (ديسمبر 2020) |
| ---------------- | -------------------------- |
| الولايات المتحدة | 1                          |
| البرازيل         | 8                          |
| كندا             | 8                          |
| الأرجنتين        | 31                         |

## ترتيب المجموعة
| م      | الفريق                  | لعب | ف | ت | خ | أ.له | أ.ع | أ.ف | نقاط |
| ------ | ----------------------- | --- | - | - | - | ---- | --- | --- | ---- |
| الأول  | الولايات المتحدة (C, H) | 3   | 3 | 0 | 0 | 9    | 0   | +9  | 9    |
| الثاني | البرازيل                | 3   | 2 | 0 | 1 | 6    | 3   | +3  | 6    |
| الثالث | كندا                    | 3   | 1 | 0 | 2 | 1    | 3   | −2  | 3    |
| 4      | الأرجنتين               | 3   | 0 | 0 | 3 | 1    | 11  | −10 | 0    |

## النتائج
جميع الأوقات محلية (UTC−5).
| البرازيل                                                  | 4–1   | الأرجنتين     |
| --------------------------------------------------------- | ----- | ------------- |
| - مارتا 30' (ركلة.) - ديبينيا 47' - أدريانا 54' - جيز 84' | تقرير | - 60' لاروكيت |

| الولايات المتحدة | 1–0   | كندا |
| ---------------- | ----- | ---- |
| - لافيل 79'      | تقرير |      |

| الولايات المتحدة        | 2–0   | البرازيل |
| ----------------------- | ----- | -------- |
| - بريس 11' - رابينو 88' | تقرير |          |

| الأرجنتين | 0–1   | كندا                |
| --------- | ----- | ------------------- |
|           | تقرير | - 90+2' ستراتيغاكيس |

| كندا | 0–2   | البرازيل                  |
| ---- | ----- | ------------------------- |
|      | تقرير | - 15' ديبينيا - 39' جوليا |

| الولايات المتحدة                                                 | 6–0   | الأرجنتين |
| ---------------------------------------------------------------- | ----- | --------- |
| - رابينو 16'، 26' - لويد 35' - ميويس 41' - مورغان 84' - بريس 88' | تقرير |           |

## قائمة الهدافين
عدد الأهداف المُسجلة  17 هدفًا  في 6 مباراة، بمتوسط 2.83 هدفًا في المباراة الواحدة.
3 أهداف
- ميغان رابينو

هدفان
- ديبينيا
- كريستين برس